# Rasa Vaitkevičiūtė
Rasa Vaitkevičiūtė (* 1985 in Kaunas) ist eine litauische forstwissenschaftliche Lektorin, ehemalige Umwelt-Politikerin, stellv. Umweltministerin Litauens.

## Leben
Nach dem Abitur am Gymnasium absolvierte Rasa Vaitkevičiūtė das Bachelor- und Masterstudium der Umweltwissenschaft und Ökologie an der Lietuvos žemės ūkio universitetas sowie 2013 promovierte zum Thema Paprastojo kadagio (Juniperus communis L.) ekologijos ypatumai Lietuvoje in Agrarwissenschaften (Forstwissenschaft) an der Aleksandro Stulginskio universitetas bei Kaunas (wissenschaftlicher Leiter Professor Edvardas Riepšas und Verteidigungsratsvorsitzende Professor Darius Danusevičius). 
Danach lehrte sie an der Forstfakultät der ASU und arbeitete in der Abteilung Kanas einer litauischen Umweltbehörde.  2019 war Rasa Vaitkevičiūtė stellvertretende Umweltministerin, Stellvertreterin von Kęstutis Mažeika im Kabinett Skvernelis. Sie trat nach einem Skandal zurück. Veröffentlicht wurden die Aufnahmen von der Jagd, an der  Vaitkevičiūtė teilgenommen hat. Die Trophäen der Jagd waren Enten, aber sogar drei von ihnen (laut Spezialisten der Litauischen Gesellschaft  für Ornithologie) waren geschützte Arten. Ihre Nachfolgerin im Amt wurde Justina Grigaravičienė. Danach lehrte Vaitkevičiūtė in Kaunas.
Rasa Vaitkevičiūtė ist ledig und kinderlos.